# Безос, Марк
Марк Безос (англ. Mark Bezos; 17 мая 1968) — американский предприниматель, младший брат Джеффа Безоса. 20 июля 2021 года вместе с братом и ещё двумя членами экипажа совершил суборбитальный космический полёт на корабле New Shepard американской компании Blue Origin.

## Биография
Родился 17 мая 1968 года в семье кубинского иммигранта Мигеля Безоса и Жаклин Гиз. У него есть старший брат Джефф, также ставший предпринимателем, и старшая сестра Кристина. Его брат Джефф наиболее известен как основатель компании Amazon. В 2017 году он стал богатейшим человеком планеты по версии Forbes. В детстве Марк вместе с семьёй часто переезжал, проживая в Альбукерке, Хьюстоне и Пенсаколе.
В 1992 году окончил Техасский христианский университет, получив специальность в рекламе и связях с общественностью. Начинал карьеру в нью-йоркских фирмах DDB и Saatchi & Saatchi. В 1999 году он стал директором Bezos Family Foundation, основанной его родителями, и в том же году основал собственную маркетинговую компанию.
В 2006 году Безос начал работу в благотворительной организации Robin Hood Foundation и в настоящее время входит в руководящий совет организации. Также он является сооснователем частной инвестиционной компании HighPost Capital.
С 2005 года был пожарным-добровольцем в пожарной охране Скарсдейла (округ Уэстчестер).

### Blue Origin NS-16
7 июня 2021 года основатель Blue Origin и брат Марка Джефф Безос объявил, что в первый пилотируемый полёт его компании на корабле New Shepard он отправится вместе с братом. Позднее в состав экипажа вошли 82-летняя американская лётчица Уолли Фанк и 18-летний нидерландcкий студент Оливер Дамен (ставшие самым старым и самым молодым человеком в космосе). Полёт состоялся 20 июля и продлился чуть больше 10 минут, в ходе которых капсула с пассажирами на борту пересекла линию Кармана, считающуюся границей между атмосферой Земли и космосом, и успешно приземлилась при помощи парашютов на территории Техаса.

## Личная жизнь
Со своей будущей супругой Лизой Безос познакомился в Нью-Йорке. У пары четверо детей.